# TuxOnIce
TuxOnIce – zestaw modyfikacji dla jądra Linuksa dających mu możliwość hibernacji. Projekt wcześniej nazywał się Suspend2. Umożliwia pełny zrzut stanu systemu na partycję wymiany lub do pliku. Zrzut ten może być kompresowany algorytmem LZF.
TuxOnIce przygotowywany jest dla jądra z drzewa 2.6. Łaty dla wersji 2.4 zostały wycofane. Oprócz łat na źródła jądra projekt przygotowuje również:
- tuxonice-userui – interfejs graficzny obrazujący postęp hibernacji lub budzenia systemu
- hibernate – zestaw skryptów odpowiedzialnych za przeprowadzenie hibernacji

TuxOnIce do prawidłowego obudzenia systemu wymaga wsparcia w skryptach startowych dystrybucji Linuksa.